# Hypatia (cráter)

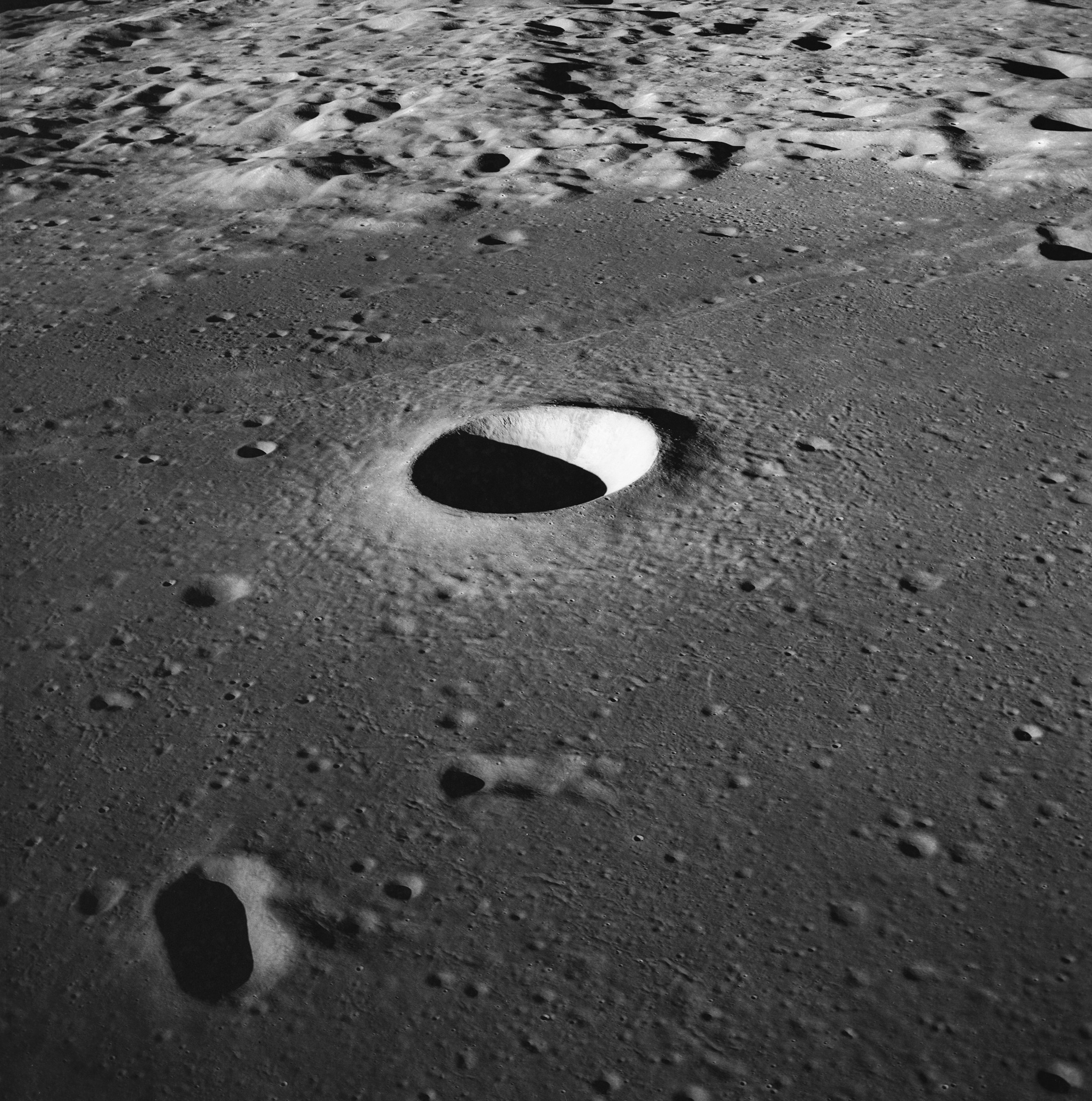
Cráter Moltke, con las rimae Hypatia tras él. Fotografía de la misión Apolo 10

Hypatia es un cráter de impacto lunar que se encuentra en el límite noroeste del Sinus Asperitatis, una bahía localizada en el lado suroeste del Mare Tranquillitatis. El cráter más cercano con un epónimo es Alfraganus que aparece al oeste-suroeste. Sin embargo, más al sur-sureste, a través del mar lunar, se halla el prominente cráter Theophilus.
Hypatia es una formación asimétrica con un borde exterior rugoso e irregular cortado por varias hendiduras estrechas en varios lugares. Generalmente es más largo según un eje que se extiende hacia el norte-noroeste, con una protuberancia ensanchada en el lado oeste del extremo norte. Se asemeja a la fusión de varias formaciones de cráteres que han formado un suelo interior común. Unido al borde exterior a lo largo del sudoeste se halla el cráter satélite Hypatia A, un cráter más simétrico y con forma de cuenco.

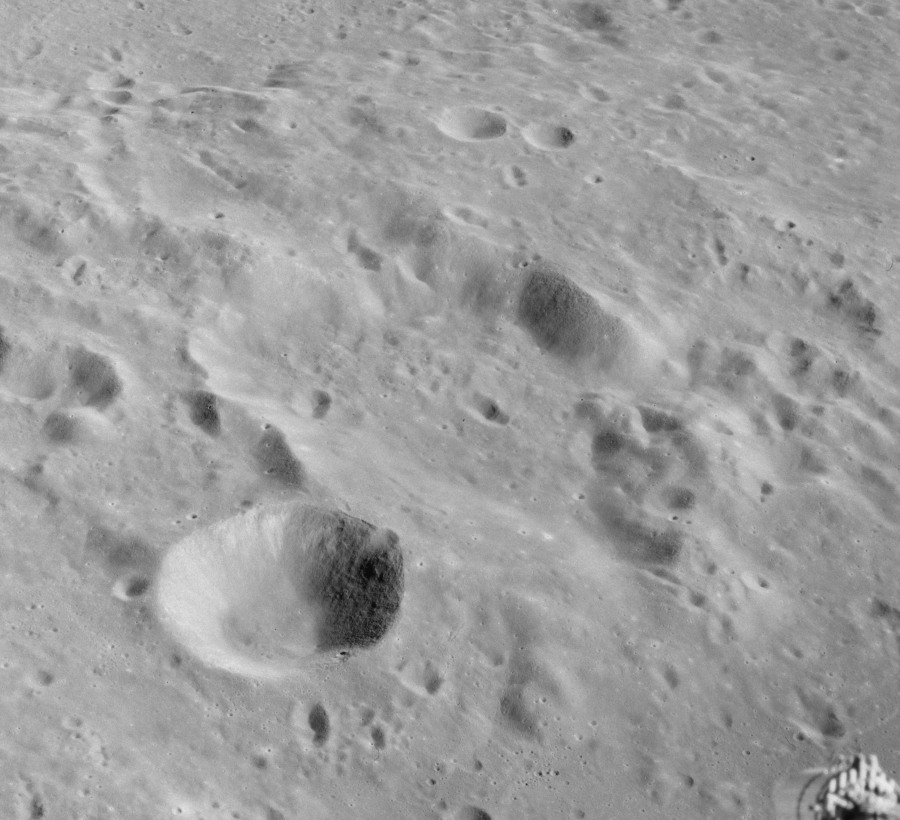
Fotografía de la misión Apolo 16

Cerca de 70 kilómetros al norte de Hypatia aparece un sistema lineal de grietas designado Rimae Hypatia, que se extiende sobre una longitud de aproximadamente 180 kilómetros a través del Mare Tranquillitatis, y generalmente sigue un rumbo sur-sureste.

## Cráteres satélite
Por convención estos elementos se identifican en los mapas lunares colocando la letra en el lado del punto medio del cráter que está más cercano a Hypatia.
|         | \| Hypatia \| Coordenadas \| Diámetro \| \| ------- \| --------------------------- \| -------- \| \| A \| 4°54′S 22°12′E / -4.9, 22.2 \| 16 km \| \| B \| 4°36′S 21°18′E / -4.6, 21.3 \| 5 km \| \| C \| 0°54′S 20°48′E / -0.9, 20.8 \| 15 km \| \| D \| 3°06′S 22°42′E / -3.1, 22.7 \| 6 km \| \| E \| 0°18′S 20°24′E / -0.3, 20.4 \| 6 km \| \| F \| 4°06′S 21°30′E / -4.1, 21.5 \| 8 km \| \| G \| 2°42′S 23°00′E / -2.7, 23.0 \| 5 km \| \| H \| 4°30′S 24°06′E / -4.5, 24.1 \| 5 km \| \| M \| 5°18′S 23°24′E / -5.3, 23.4 \| 28 km \| \| R \| 1°54′S 21°12′E / -1.9, 21.2 \| 4 km \| |          |
| Hypatia | Coordenadas | Diámetro |
| A       | 4°54′S 22°12′E / -4.9, 22.2 | 16 km    |
| B       | 4°36′S 21°18′E / -4.6, 21.3 | 5 km     |
| C       | 0°54′S 20°48′E / -0.9, 20.8 | 15 km    |
| D       | 3°06′S 22°42′E / -3.1, 22.7 | 6 km     |
| E       | 0°18′S 20°24′E / -0.3, 20.4 | 6 km     |
| F       | 4°06′S 21°30′E / -4.1, 21.5 | 8 km     |
| G       | 2°42′S 23°00′E / -2.7, 23.0 | 5 km     |
| H       | 4°30′S 24°06′E / -4.5, 24.1 | 5 km     |
| M       | 5°18′S 23°24′E / -5.3, 23.4 | 28 km    |
| R       | 1°54′S 21°12′E / -1.9, 21.2 | 4 km     |